# Sergio Zavoli
Sergio Wolmar Zavoli (Ravenna, 21 settembre 1923 – Trevignano Romano, 4 agosto 2020) è stato un giornalista, scrittore, politico e conduttore televisivo italiano.

## Biografia
Nato a Ravenna, all'età di quattro anni si trasferisce a Rimini con la famiglia. Frequenta tutto il ciclo scolastico nella cittadina romagnola. Non ancora ventenne, prima della caduta del fascismo qualche suo scritto viene pubblicato su giornali di regime, ma la sua attività inizia alla fine del 1944 con la fondazione di Publiphono, il sistema di altoparlanti che a Rimini diffondeva notizie locali e pubblicità. Segue, nel 1946, la collaborazione con il quotidiano Il Progresso d'Italia come pubblicista.

Sergio Zavoli intervista passeggeri all'aeroporto di Ciampino nel 1959

Nel 1947 non c'erano ancora le radio libere in Italia. A Rimini si era avuta l'idea di installare degli altoparlanti in piazza Cavour per far sentire ai riminesi le cronache delle partite della squadra locale. Un giorno un funzionario Rai, di passaggio a Rimini, ascoltò una di queste cronache. Fu colpito dalla proprietà di linguaggio di Zavoli e lo segnalò a Vittorio Veltroni, all'epoca capo della redazione radiocronache Rai. Veltroni inviò un telegramma a Zavoli, che poco tempo dopo prese un treno e partì per Roma. Entrato alla Rai, divenne giornalista professionista lavorando alla radio. Nel 1951 realizzò La catena della fraternità, un programma volto a sensibilizzare gli ascoltatori a fare donazioni alle famiglie alluvionate del Polesine.

Due suoi documentari radiofonici sono ricordati per aver vinto il prestigioso Premio Italia: Notturno a Cnosso nel 1953 e Clausura nel 1958. Quest'ultimo, in particolare, realizzato con la collaborazione di Piero Pasini e la musica di Ildebrando Pizzetti, rimane un documento unico e, dopo le aperture del Concilio Vaticano II, irripetibile perché, con le registrazioni effettuate all'interno di un monastero delle Carmelitane Scalze in epoca preconciliare, documenta la vita delle monache e raccoglie alcune loro testimonianze. Trasmesso per la prima volta il 23 dicembre 1957 sul terzo canale di Rai Radio, fu tradotto in sei lingue e diffuso in altre nazioni.

Sergio Zavoli con Walter Veltroni e Silvio Berlusconi alla Festa dell'Unità il 12 settembre 1986

Nel 1957 è assistente alla regia sul set del film Il grido di Michelangelo Antonioni. Nel 1962 crea la trasmissione televisiva Il processo alla tappa, un programma sportivo incentrato sul Giro d'Italia. Zavoli è conduttore e autore di altri programmi di successo come Nascita di una dittatura (1972).

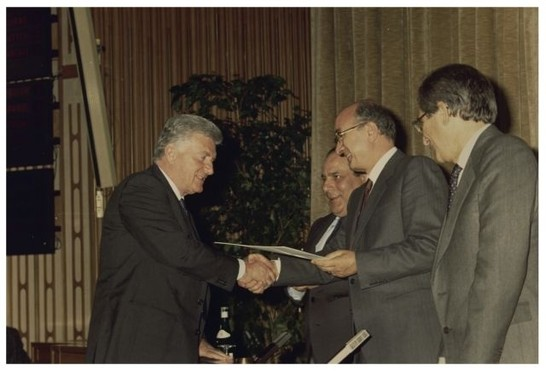
Sergio Zavoli con Ciriaco De Mita, allora Presidente del Consiglio

Vicino al Partito Socialista Italiano, dal 1980 al 1986 è presidente della Rai e nel 1981 pubblica il suo primo libro, Socialista di Dio, che vince il Premio Bancarella. Una volta dimessosi dall'incarico di presidente continua sia la sua carriera televisiva (presentando programmi come Viaggio intorno all'uomo, La notte della Repubblica, Viaggio nel Sud) sia quella letteraria e nella veste di autore vinse il Premio letterario Basilicata con Romanza (1987). 
Dopo i film-reportage In morte di Federico Fellini (1993) e Nostra padrona televisione (1994) entrò in politica con il Partito Democratico della Sinistra.
Nel 1998, vince il Premio Cimitile con l'opera Ma quale giustizia? (Rai Eri - Piemme). 
Dal 2001, dopo Viaggio nella scuola, è assente dal piccolo schermo. Le sue ultime fatiche letterarie sono Dossier cancro (1999), Diario di un cronista (2002), e Il ragazzo che io fui (2011) dove racconta la storia della sua vita e un capitolo fondamentale del nostro Paese. Per lo "straordinario contributo apportato alla causa del giornalismo italiano", il 26 marzo 2007 la facoltà di lettere e filosofia dell'Università di Roma Tor Vergata gli conferisce honoris causa la laurea specialistica in editoria, comunicazione multimediale e giornalismo, onorificenza che, come osserva Edmondo Berselli, "assomiglia a una tautologia" in quanto Zavoli è senz'altro il più noto giornalista televisivo italiano. 
Viene eletto al Senato nelle liste dei Democratici di Sinistra nel 2001, nelle liste dell'Ulivo nel 2006 e nel Partito Democratico nel 2008 e nel 2013. Riceve il premio alla carriera 2008 dal Circolo Culturale "Gian Vincenzo Omodei Zorini" di Arona. Dal 4 febbraio 2009 al 14 maggio 2013 è presidente della Commissione di vigilanza Rai. Nella XVII legislatura è il senatore eletto (esclusi quindi i senatori a vita) più anziano in carica. Dal 2007 è presidente della scuola di giornalismo dell'Università degli Studi di Salerno.
Il 3 dicembre 2012 alcuni malviventi si introducono nella sua villa a Monte Porzio Catone dove risiede dagli anni settanta: Zavoli viene legato, picchiato e minacciato a scopo di rapina; il bottino stimato è intorno ai 20.000 euro. 

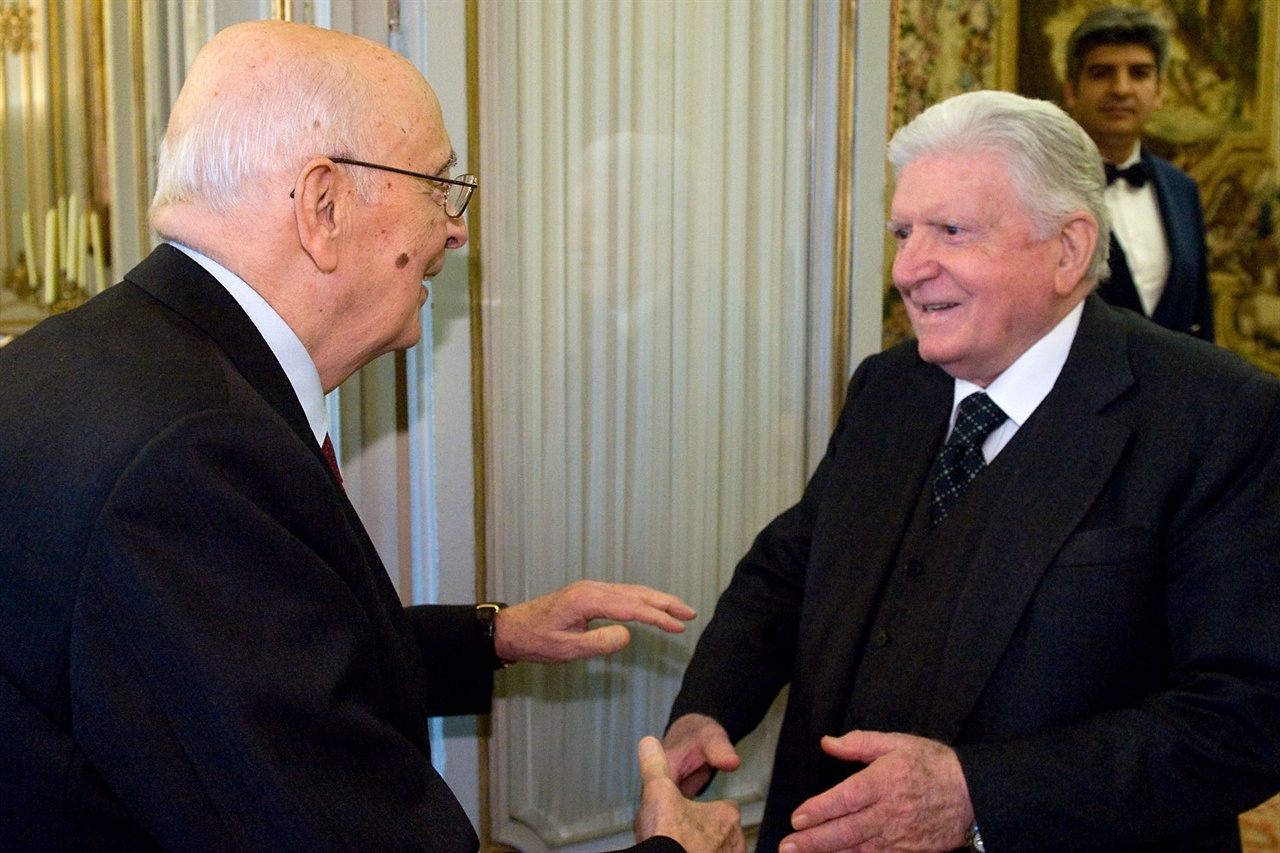
Sergio Zavoli con il Presidente della Repubblica Italiana Giorgio Napolitano nel 2013

Il 25 settembre 2013 festeggia i propri 90 anni nella sede nazionale della Rai di viale Mazzini, alla presenza del Presidente della Repubblica Giorgio Napolitano, del Presidente della RAI Anna Maria Tarantola e del Direttore Generale Luigi Gubitosi, oltre alla presenza di Milena Gabanelli, Mara Venier, di rappresentanti di istituzioni come il Presidente del Senato Pietro Grasso e i Ministri del Governo Letta Massimo Bray e Annamaria Cancellieri e sempre in occasione dei 90 anni ha ricevuto a Rimini il Premio Paolo Giuntella da parte dell'associazione Articolo 21. Dopo 17 anni trascorsi in Parlamento al Senato, non si ricandida alle elezioni politiche del 2018.
È morto a Trevignano Romano il 4 agosto 2020 a 96 anni. Il 7 agosto, dopo la funzione funebre tenutasi nella Capitale alla chiesa di San Salvatore in Lauro, la salma ha proseguito per Rimini dove è stata allestita la camera ardente presso il Teatro Amintore Galli; il giorno seguente, con una cerimonia privata, è stata tumulata nel Cimitero Monumentale di Rimini accanto alla tomba di Federico Fellini.

### Vita privata
Il giornalista nel 2017, a quasi 94 anni, ha sposato Alessandra Chello, una collega del quotidiano Il Mattino (giornale da lui diretto intorno al 1993), più giovane di lui di 42 anni. Nel 2014 era infatti deceduta la prima moglie, Rosalba, dalla quale era separato da tempo e con la quale aveva avuto la figlia Valentina.

## Documentari radiofonici Rai
- È occupato, passi domani!, documentario di S. Zavoli, trasmesso il 4 marzo 1953
- Università per stranieri, radio documentario di S. Zavoli, trasmesso il 7 marzo 1953.
- Il circo, documentario radiofonico di Sergio Zavoli, trasmesso il 17 giugno 1953
- Inchiesta sull'emigrazione italiana in Brasile, a cura di Sergio Zavoli, ottobre 1953
- Notturno a Cnosso, documentario di G.B. Angioletti e Sergio Zavoli, musiche di Mario Labroca (1953)
- Tokio: Cronaca di un giorno, documentario di Sergio Zavoll, trasmesso il 28 marzo 1957
- Gli idoli di carta, documentario di Sergio Zavoli sui fotoromanzi, 20 aprile 1959
- Un giorno col personaggio, incontro al microfono con Achille Mario Dogliotti, trasmesso il 14 febbraio 1960.
- Un giorno col personaggio, incontro al microfono di Sergio Zavoli: Federico Fellini, trasmesso il 6 marzo 1960.

## Programmi televisivi
- Il processo alla tappa (Programma Nazionale, 1962-1970)
- Nascita di una dittatura (Programma Nazionale, 1972)
- Viaggio intorno all'uomo, 1987-1988
- La notte della Repubblica (Rai 2, 1989)
- Viaggio intorno all'uomo - giovani, 1991
- Viaggio nel Sud, 1992
- Nostra padrona televisione, 1994
- Credere non credere, 1995
- Viaggio nella giustizia, 1996
- C'era una volta la prima Repubblica, 1998
- Viaggio nel calcio, 1999
- Viaggio nella scuola, 2001
- Diario di un cronista, 2002

## Opere
La bibliografia di Sergio Zavoli è costituita quasi interamente da saggi di argomento storico:
- Campana, Oriani, Panzini, Serra. Testimonianze raccolte in Romagna, Bologna, Cappelli, 1959.
- Dieci anni della nostra vita. Un documentario di "Epoca", realizzato da e con Enzo Biagi, con disco, Milano, A. Mondadori, 1960.
- 50 anni d'amore. Mezzo secolo di sospiri, ricordi e illusioni, realizzato da e con Enzo Biagi, con disco, Milano, A. Mondadori, 1961.
- 1945-1965. Altri vent'anni della nostra vita. Un documentario, realizzato da e con Enzo Biagi, con disco, Milano, A. Mondadori, 1965.
- Il dottor Schweitzer, testi di e con Mino Monicelli, Milano, Della Volpe, 1965.
- Viaggio intorno all'uomo, Torino, Società Editrice Internazionale, 1969.
- Von Braun. L'uomo della luna, Milano, Longanesi, 1969.
- Demos Bonini, a cura di, Verona, Edizioni d'arte Ghelfi, 1972.
- In nome del figlio, Torino, Società Editrice Internazionale, 1972.
- Dal Gran Consiglio al Gran Sasso. Una storia da rifare, con Arrigo Petacco, Milano, Rizzoli, 1973.
- Nascita di una dittatura, con la collaborazione di Edek Osser e Luciano Onder, Prefazione di Renzo De Felice, Torino, Società Editrice Internazionale, 1973; Collana Oscar, Milano, Mondadori, ottobre 1983.
- I figli del labirinto, Torino, Società Editrice Internazionale, 1974.
- I giorni tascabili, Bergamo, Minerva Italica, 1977.
- Itaglia mia, Bergamo, Minerva Italica, 1977.
- A passo d'uomo. Corso di storia per la scuola media, 3 voll., Novara, Istituto geografico De Agostini, 1978.
- Tre volte vent'anni, Milano, SugarCo, 1978.
- Chi va piano..., Teramo, Lisciani e Giunti, 1980.
- Socialista di Dio, Milano, A. Mondadori, 1981.
- Di tutti i colori, Torino, Società Editrice Internazionale, 1984.
- Sui banchi della vita, Bergamo, Minerva Italica, 1984.
- Romanza, Milano, A. Mondadori, 1987. ISBN 88-04-30047-7.
- Zeta come Zavoli. Parole d'epoca, Milano, A. Mondadori, 1990. ISBN 88-04-31834-1.
- La notte della Repubblica, Roma-Milano, Nuova Eri-A. Mondadori, 1992. ISBN 88-04-33909-8.
- Di questo passo. Cinquecento domande per capire dove andiamo, Torino, Nuova ERI, 1993. ISBN 88-397-0812-X.
- I giorni della meraviglia. Campana, Oriani, Panzini, Serra e i giullari della poesia, Venezia, Marsilio, 1994. ISBN 88-317-5944-2.
- Viva l'Itaglia, Roma-Milano, Nuova Eri-A. Mondadori, 1995. ISBN 88-04-40868-5.
- Un cauto guardare, Milano, A. Mondadori, 1995. ISBN 88-04-41059-0.
- Credere non credere, Roma-Casale Monferrato, RAI-ERI-Piemme, 1996. ISBN 88-384-2631-7.
- Rimetti a noi i nostri dubbi. Dalla cometa alla bussola spaziale una lanterna continua a far luce sui nostri passi, Torino, Società Editrice Internazionale, 1996. ISBN 88-05-05538-7.
- La trasparenza del mattino, Napoli, Pironti, 1996. ISBN 88-7937-159-2.
- Ma quale giustizia, Roma-Casale Monferrato, RAI-ERI-Piemme, 1997. ISBN 88-384-2866-2.
- I volti della mente. Viaggio nel pensiero ammalato, Venezia, Marsilio, 1997. ISBN 88-317-6810-7.
- Intervista sulla sinistra italiana, intervista a Francesco De Martino, Roma-Bari, Laterza, 1998. ISBN 88-420-5443-7.
- La lunga vita. Viaggio nella salute, con la collaborazione di Mariella Crocellà, Milano, Mondadori, 1998. ISBN 88-04-45443-1.
- C'era una volta la prima Repubblica. Cinquant'anni della nostra vita, Roma-Milano, Rai-ERI-Mondadori, 1999. ISBN 88-04-43256-X.
- Dossier cancro. Un viaggio tra realtà e speranze, Milano, Garzanti, 1999. ISBN 88-11-59492-8.
- Se Dio c'è. Le grandi domande. Dialogo con Piero Coda, Milano, Mondadori, 2000. ISBN 88-04-43721-9.
- In parole strette, Milano, Mondadori, 2000. ISBN 88-04-48458-6.
- Diario di un cronista. Lungo viaggio nella memoria, Roma-Milano, Rai-ERI-Mondadori, 2002. ISBN 88-04-49864-1.
- Il dolore inutile. La pena in più del malato, ha collaborato Umberto Rondi, Milano, Garzanti, 2002. ISBN 88-11-59374-3.
- La storia e il suo racconto, 4 voll., Milano, Bompiani per la scuola, 2003. ISBN 88-451-3620-5, 88-451-3616-7, 88-451-3617-5, 88-451-3619-1.
- Qualcosa di noi. [Cinque testi poetici di] Tonino Guerra e Sergio Zavoli, Rimini, Capitani, 2003.
- L'orlo delle cose, Milano, Mondadori, 2004. ISBN 88-04-53627-6.
- Così raro, così perduto. Una storia di terrorismo, un racconto personale, con Olga D'Antona, Milano, Mondadori, 2004. ISBN 88-04-53633-0.
- Silone, con Aldo Forbice, Empoli, Ibiskos, 2006. ISBN 88-7841-185-X.
- La questione. Eclissi di Dio o della storia?, Milano, Mondadori, 2007. ISBN 978-88-04-55337-3.
- Madre Maria Teresa dell'eucaristia. Dalla clausura a una nuova forma di vita contemplativa, con Eliana Pasini e Enrico Garlaschelli, Milano, Paoline, 2009. ISBN 978-88-315-3665-3.
- La parte in ombra, Milano, Mondadori, 2009. ISBN 978-88-04-58548-0.
- Sergio Orlando. Un mondo visto da dentro, a cura di, Milano, Mazzotta, 2009. ISBN 978-88-202-1915-4.
- Rovesciare l'anima del mondo. Questione e profezie, Roma, Città nuova, 2010. ISBN 978-88-311-0250-6.
- Il ragazzo che io fui, Milano, Mondadori, 2011. ISBN 978-88-04-61373-2.
- L'infinito istante, Milano, Mondadori, 2012. ISBN 978-88-04-62530-8.
- Le vere dimensioni dell'universo, intervista a Giacomo Biffi, Genova, Marietti 1820, 2016. ISBN 978-88-211-8847-3.
- La strategia dell'ombra. [Poesia], Milano, Mondadori, 2017. ISBN 978-88-04-67875-5.

## Premi e riconoscimenti
- Premiolino "per i servizi radiofonici "Processo alla tappa" al seguito del giro ciclistico d'Italia"[25] (1961)
- Premio Nazionale Rhegium Julii Saggistica, per Tre volte vent'anni (1980);[26]
- Premio Bancarella per il libro "Socialista di Dio" nel 1981
- Premio Letterario Basilicata con il libro "Romanza" nel 1987[27]
- Premio Cimitile per l'opera “Ma quale giustizia?” nel 1998
- Premio Giuseppe Dessì Premio speciale della giuria 2002
- Laurea honoris causa dell'Università degli studi di Roma "Tor Vergata" nel 2007
- Premio alla carriera del Circolo Culturale Gian Vincenzo Omodei Zorini di Arona nel 2008
- Premio Nazionale di Poesia, edita, "Città di Penne - Fondazione Marino Piazzolla" con il libro "La parte in ombra" nel 2009[28]
- Premio LericiPea Golfo dei Poeti alla carriera nel 2010
- Premio Renato Benedetto Fabrizi dell'ANPI nel 2011
- Cittadinanza onoraria della Città di Rimini
- Premio alla carriera insignito nell'ambito del concorso giornalistico nazionale Cesco Tomaselli. organizzato dal Comune di Borgoricco (Padova), consegnato in data 17 dicembre 2011
- Premio Città del diario, assegnato dall'Archivio diaristico nazionale nel 2011[29]
- Premio "Fabulae Atellanae" alla carriera Comune di Orta di Atella nel 2012.
- Premio Procida-Isola di Arturo-Elsa Morante per Il ragazzo che io fui nel 2012;[30]
- Premio Passaggi, assegnato da Passaggi Festival a personalità che si sono distinte per l'attività di saggistica o per la loro figura morale (2013)